# Giovanni Pico della Mirandola
Grof Giovanni Pico della Mirandola, italijanski renesančni humanist, filozof, teolog in kabalist, * 24. februar 1463, Mirandola, pokrajina Emilija - Romanja, Italija, † 17. november 1494, Firence, Toskana, Italija.
Giovanni Pico spada med značilne predstavnike renesančnega humanizma. V ospredje je postavil novoplatonistični dinamični ideal  človekovega  duhovnega vzpona k božanskemu nasproti sholastičnemu pasivnemu stanju podrejenosti v razmerju do Boga. Zanj je mogoče medsebojno razumevanje in strpnost med različnimi religijami, ki izhajajo iz enotne duhovne dediščine novoplatonizma. 

## Življenje
Že v mladosti je izkazal veliko željo po učenosti. V starosti triindvajset let je poskusil organizirati velik zbor filozofov in teologov različnih veroizpovedi in prepričanj, da bi se dogovorili o “filozofskem miru” in “religiozni spravi” in je pripravil 900 filozofskih in humanističnih tez, nekakšen manifest, ki danes predstavlja ogledalo željnosti po učenosti, spoznavanju in ustvarjanju v obdobju renesanse. S temi tezami je zbudil pozornost pri papežu Inocencu VIII., ki je obsodil nekatere od teh tez in prepovedal spravno-filozofski zbor različnih religij.
Poleg novoplatonizma je kazal zanimanje za vse oblike različnih antičnih in srednjeveških okultno-ezoteričnih filozofsko religioznih gibanj: od antičnih misterijev, preko poganskega in krščanskega gnosticizma do judovske kabalistične gnoze. Varstvo pred preganjanji mu je izmenoma nudil florentinski mecen in de facto vodja Firenc Lorenzo Medičejski. 
Leta 1488 je prepričal Lorenza, da je v Firenze povabil njegovega dolgoletnega prijatelja dominikanca Savonarolo, ki je po Lorenzovi smrti začel gonjo proti Medičejcem in grešnemu vplivu renesanse v mestu. Giovanni Pico je vedno bolj prihajal pod Savonarolin vpliv in umrl nepojasnjene smrti 17. novembra 1494, istega dne, ko je francoski kralj Karel VIII. z vojsko zasedel Firence in izgnal Medičejce iz mesta. Zadnje forenzične raziskave na njegovem okostju predpostavljajo domnevo, da je bil zastrupljen, ker se je preveč zbližal s Savonarolo. Mirandolova velika občudovalca sta bila humanista Thomas More in Johannes Reuchlin.

## Dela
O človekovem dostojanstvu